# Cordilura nigriseta
Cordilura nigriseta is een vliegensoort uit de familie van de drekvliegen (Scathophagidae). De wetenschappelijke naam van de soort is voor het eerst geldig gepubliceerd in 1867 door Rondani.